# Jump Up!
Jump Up! ist das 16. Studioalbum des britischen Sängers und Komponisten Elton John.

## Hintergrund
Das Album wurde mit Chris Thomas in den AIR Studios, Montserrat, sowie Pathé Marconi, Paris eingespielt. Es enthält auch Empty Garden (Hey Hey Johnny), ein Tribut an John Lennon. Dieser war auch von Geffen für Double Fantasy unter Vertrag genommen worden. Auf dem Album singt Elton John tiefer als auf den vorhergehenden, etwa bei Songs wie Blue Eyes, Princess, Ball and Chain und Spiteful Child. Legal Boys wurde von Elton John und Tim Rice geschrieben, der später auch die Texte für The Lion King und The Road to El Dorado schrieb. Letztmals spielte James Newton Howard Keyboards – allerdings spielte er fast 30 Jahre später wieder mit Elton John auf dem Soundtrack zu Gnomeo & Juliet.

## Rezeption
Das Album erreichte Platz 17 der US-amerikanischen und Platz 13 der britischen Charts.

## Titelliste
| Nr. | Titel                               | Autor(en)          | Länge |
| --- | ----------------------------------- | ------------------ | ----- |
| 1.  | Dear John                           | John, Gary Osborne | 3:31  |
| 2.  | Spiteful Child                      | John, Taupin       | 4:15  |
| 3.  | Ball & Chain                        | John, Osborne      | 3:27  |
| 4.  | Legal Boys                          | John, Tim Rice     | 3:05  |
| 5.  | I Am Your Robot                     | John, Taupin       | 4:43  |
| 6.  | Blue Eyes                           | John, Osborne      | 3:25  |
| 7.  | Empty Garden (Hey Hey Johnny)       | John, Taupin       | 5:09  |
| 8.  | Princess                            | John, Osborne      | 4:56  |
| 9.  | Where Have All the Good Times Gone? | John, Taupin       | 4:00  |
| 10. | All Quiet on the Western Front      | John, Taupin       | 6:03  |